# 蒙泰斯基乌
蒙泰斯基乌（法語：Montesquiou，法語發音：[mɔ̃tɛskju]）是法国热尔省的一个市镇，属于米朗德区。

## 地理
蒙泰斯基乌（43°34'43"N, 0°19'44"E）面积46.8 平方千米，位于法国奧克西塔尼大區热尔省，该省份为法国西南部内陆省份，北起顺时针与洛特-加龙省、塔恩-加龙省、上加龙省、上比利牛斯省、大西洋比利牛斯省和朗德省接壤。
与蒙泰斯基乌接壤的市镇（或旧市镇、城区）包括：巴苏、卡斯泰尔诺当格莱、埃斯蒂普伊、利勒德诺埃、米朗德、米拉讷、奥斯河畔蒙克拉尔、普伊勒邦、圣阿拉耶。

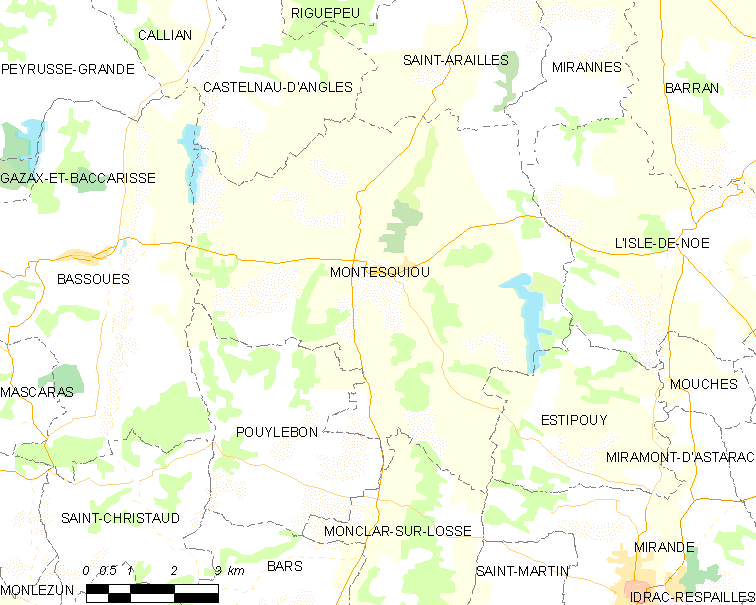
蒙泰斯基乌的OSM定位图

蒙泰斯基乌的时区为UTC+01:00、UTC+02:00（夏令时）。

## 行政
蒙泰斯基乌的邮政编码为32320，INSEE市镇编码为32285。

## 政治
蒙泰斯基乌所属的省级选区为帕尔迪亚克-下河县。

## 人口

1962-2008年间蒙泰斯基乌人口变化图示

蒙泰斯基乌于2022年1月1日时的人口数量为569人。